# 迈伦·奈廷佳
迈伦·奈廷佳（英語：Myron Nettinga，1967年—），美国音频工程师。他毕业于迈阿密大学音乐工程专业，因电影黑鹰坠落赢得了奥斯卡最佳音响效果奖。自1992年起，他参与制作了100多部电影。

## 部分影视作品
- 最后的雨林（英语：FernGully: The Last Rainforest） (1992)
- 黑鹰坠落 (2001)[1]